# Andreaskyrkan, Stockholm
Andreaskyrkan är en frikyrka belägen i kvarteret Pelarbacken vid Högbergsgatan 31 på Södermalm i Stockholm. Andreaskyrkan tillhör Equmeniakyrkan, ett samfund med ca 65 000 medlemmar i Sverige.

## Historik
På fastigheten Pelarbacken större 16 fanns före 1870-talet en krog med en uteservering. Kyrkan eller kapellet som tidigare kallades "Nya Missionshuset" uppfördes 1877 för Andreaskyrkans missionsförsamling och invigdes den 14 oktober samma år. Axel Kumlien och Hjalmar Kumlien ritade kyrkobyggnaden.
År 1917 ändrades namnet till Andreaskyrkan efter aposteln Andeas. Innan dess hette den förutom "Nya Missionshuset" även "Lutherska Missionshuset", "Bönehuset på Söder" och "Södra Missionshuset". I början av 1900-talet hade kyrkan 1 010 medlemmar, som var det högsta antalet medlemmar kyrkan någonsin haft. En större renovering av kyrkobyggnaden genomfördes 1924, bland annat målade konstnären Gunnar Torhamn en ny fond. År 1938 påbörjade Andreaskyrkan en sommarverksamhet på Klubbensborg i Mälarhöjden, som fortfarande pågår. Andreashemmet var ett ålderdomshem som startades av kyrkan 1955 och låg vid Gamla Dalarövägen 48–54 i Gamla Enskede. Verksamheten avslutades och byggnaden såldes i slutet av 1990-talet. 
År 1971 utfördes nästa renovering och modernisering av byggnaden. Bland annat ersattes de gamla kyrkbänkarna av stolsrader och en estrad ordnades i fonden av kyrksalen. I samband med en stor ombyggnad på 1980-talet fick kyrkorummet sitt nuvarande utseende. Kyrkorummets höjd minskades genom ett nytt mellanbjälklag och i den nya undervåningen inreddes andaktsrum, församlingssal, kök, kafé, expedition och liknade. För gestaltningen stod arkitekt Bo Sahlin. Byggnaden är grönklassad av Stadsmuseet i Stockholm vilket innebär att det kulturhistoriska värdet anses vara ”särskilt värdefull från historisk, kulturhistorisk, miljömässig eller konstnärlig synpunkt”.

### Interiörbilder

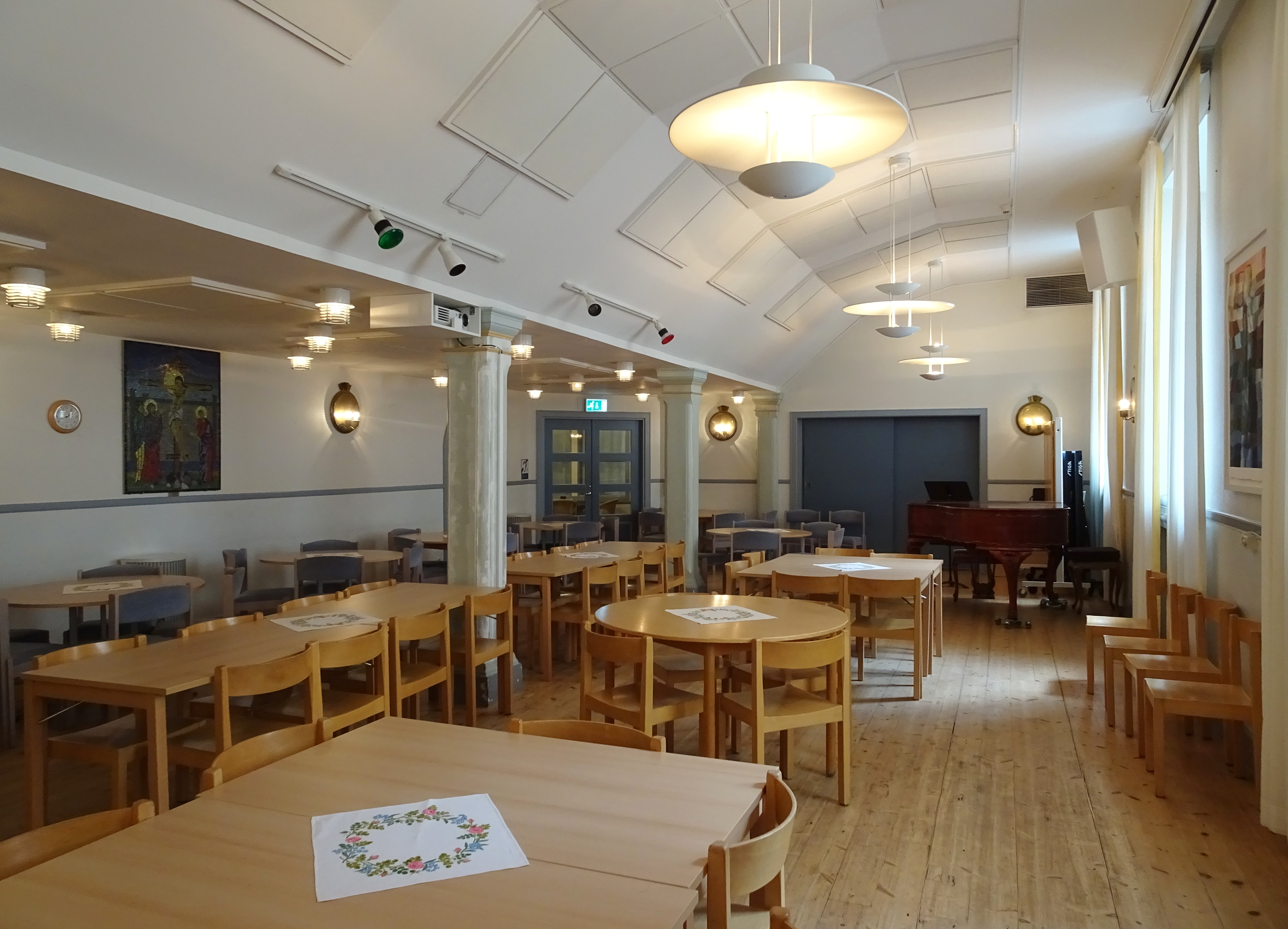
Församlingssalen.
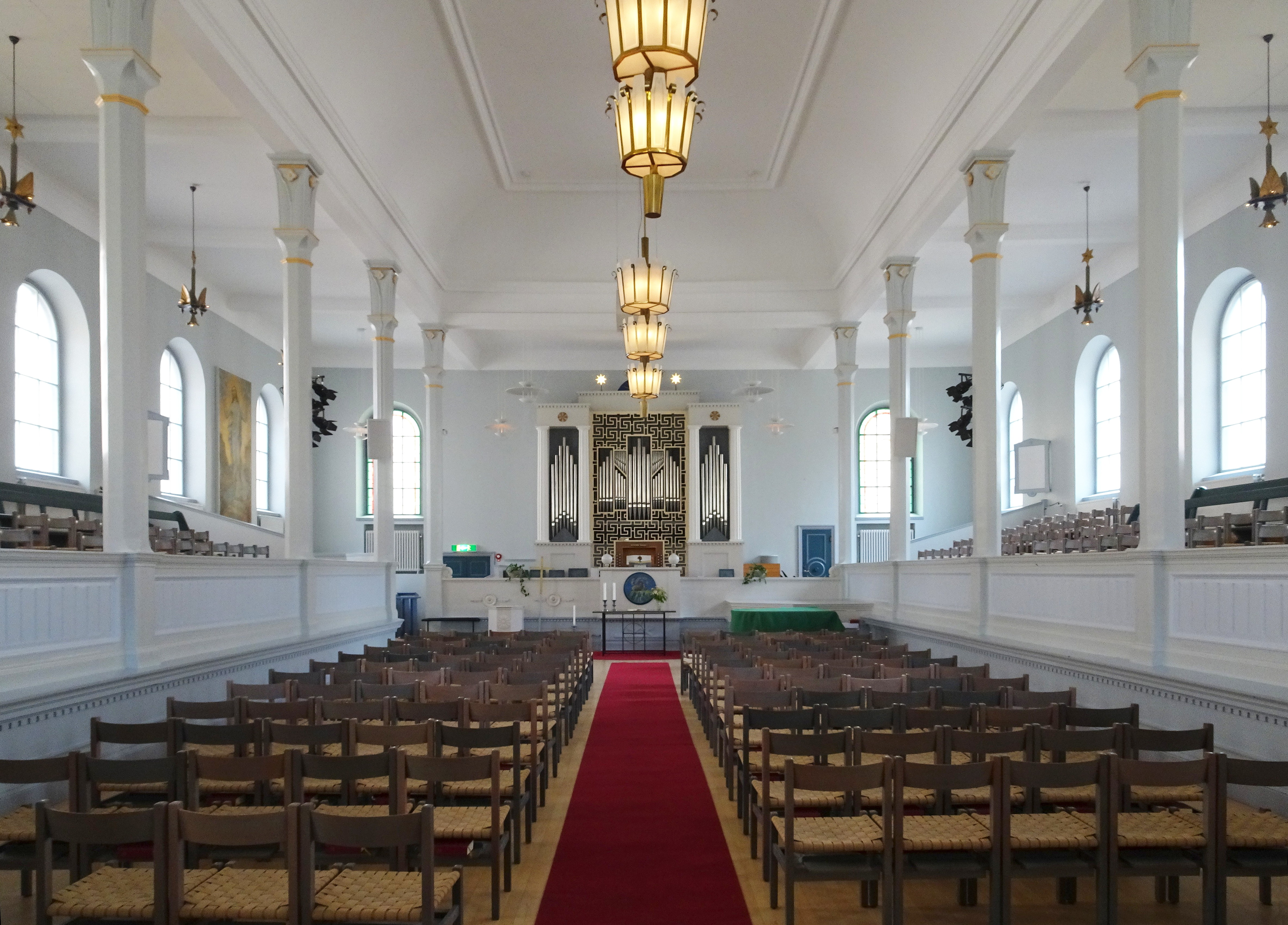
Kyrksalen mot altaret.
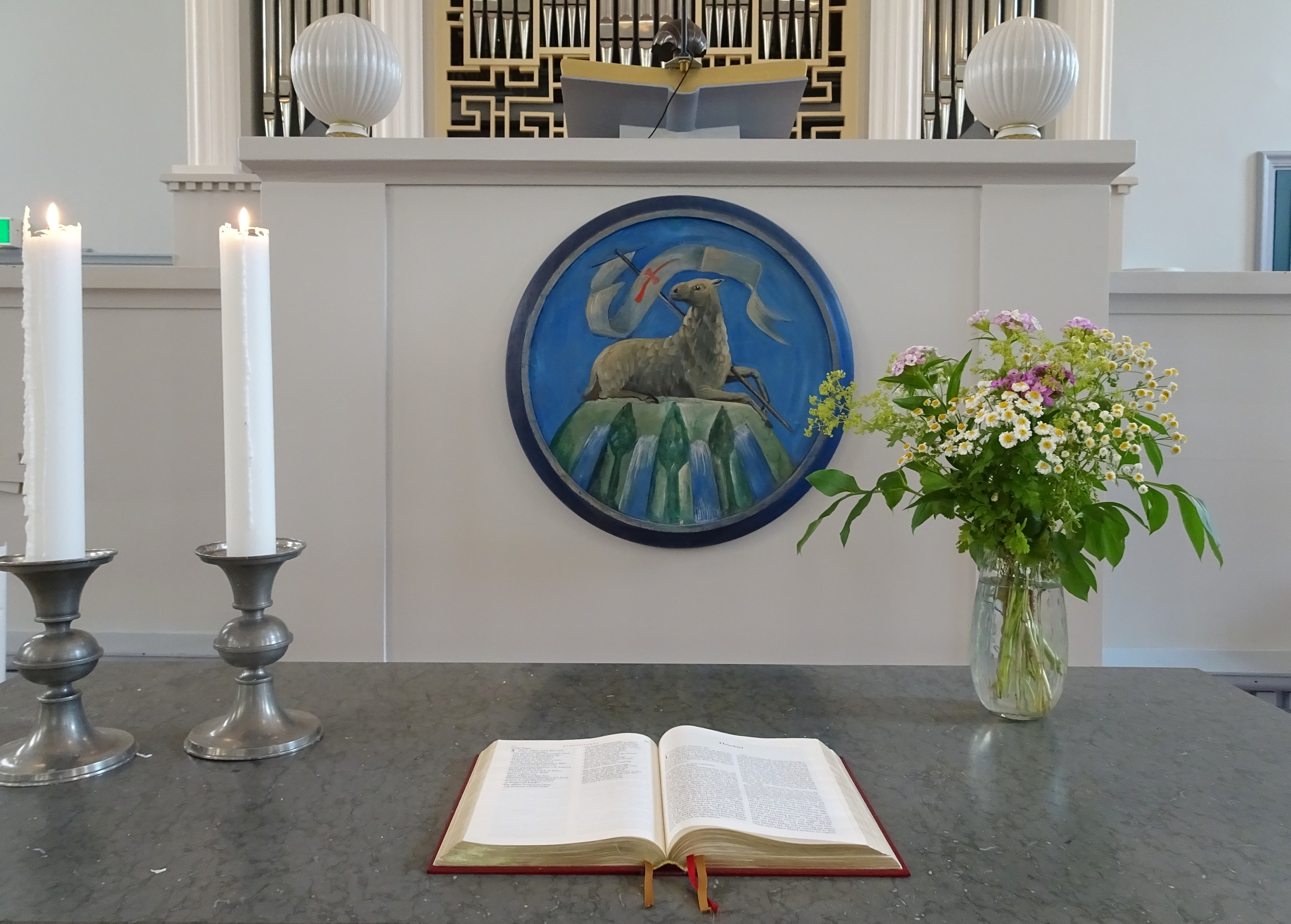
Altaret.
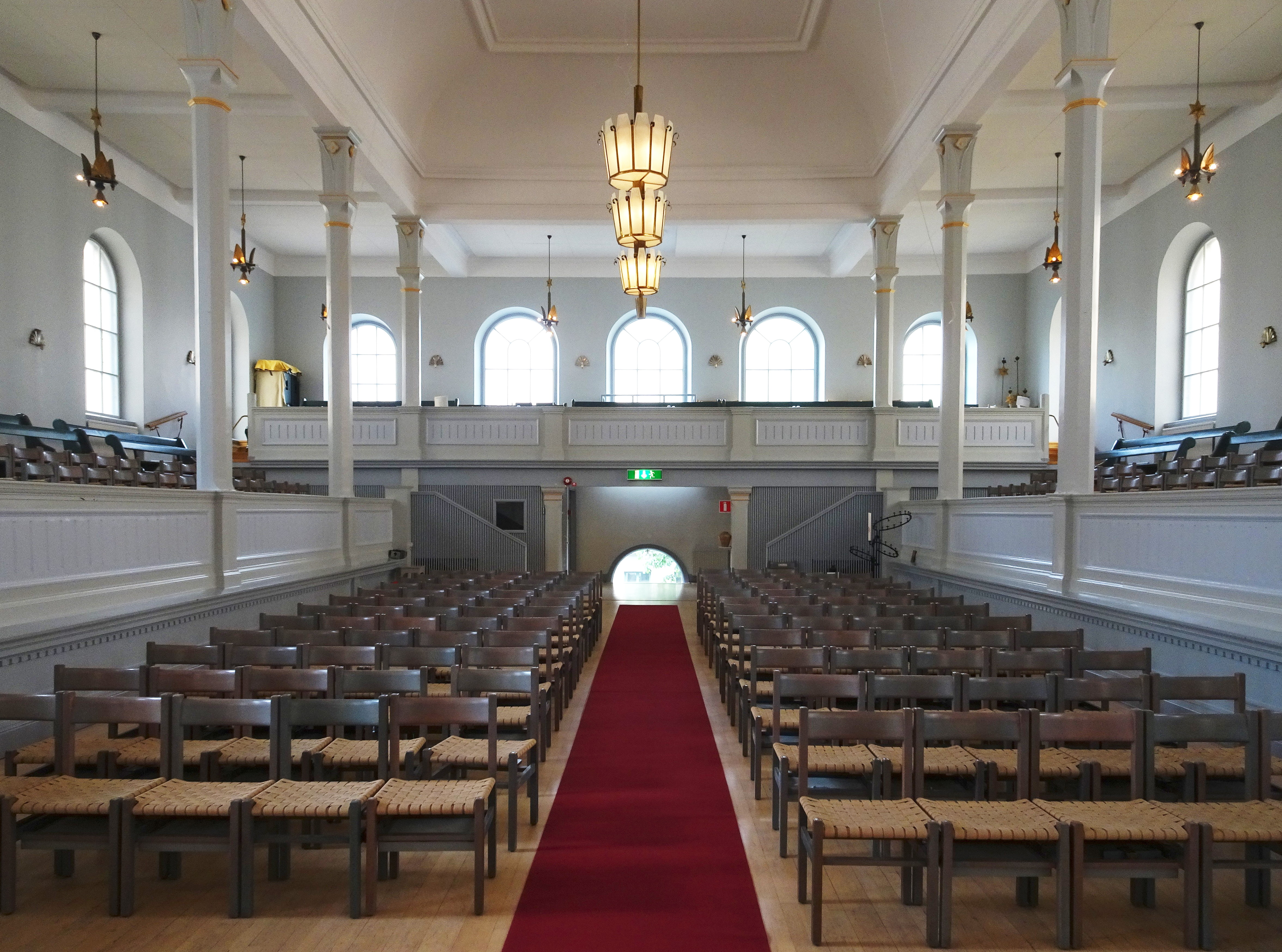
Kyrksalen mot läktaren.
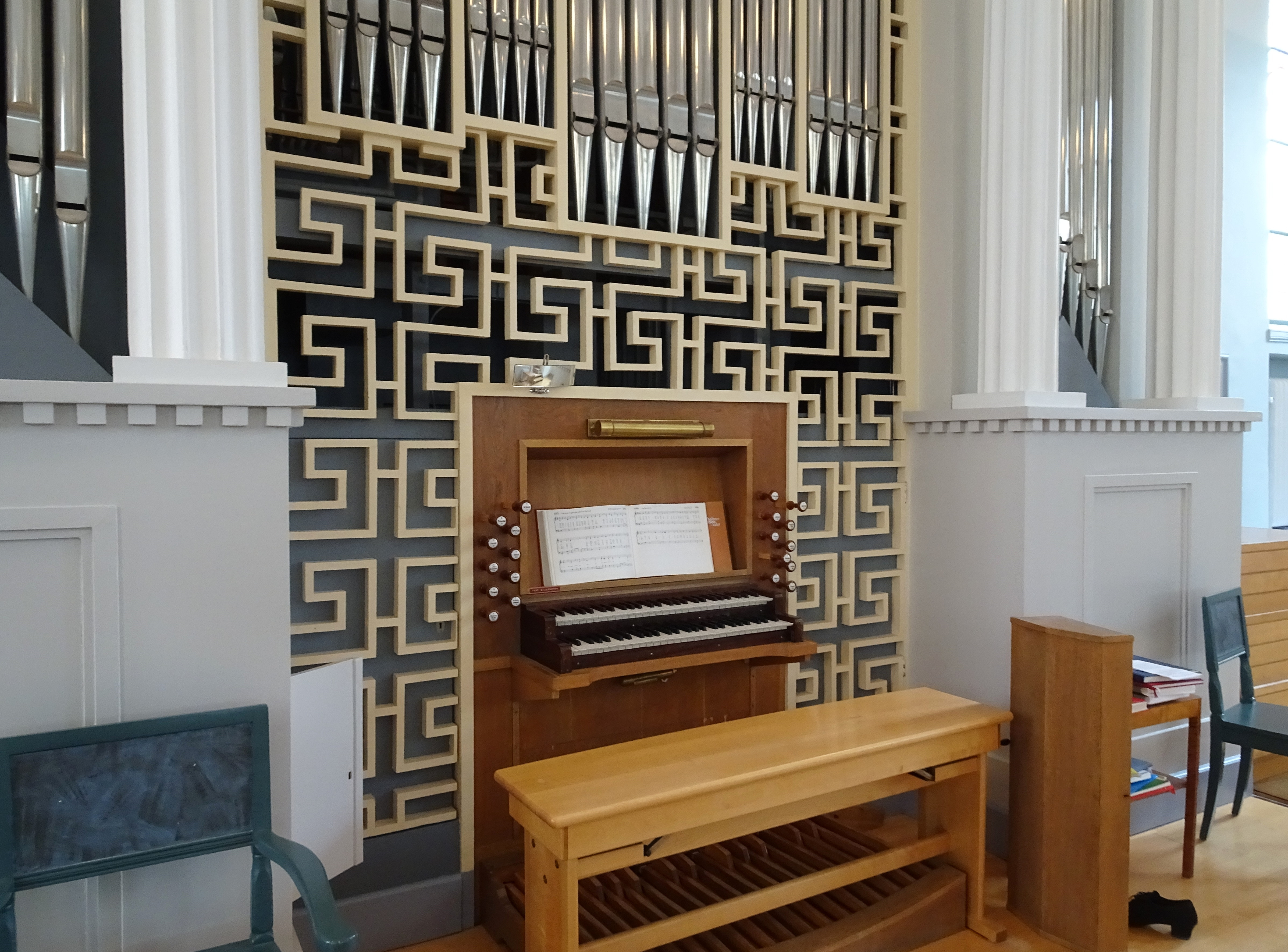
Orgeln.